# The Boys (revista em quadrinhos)
The Boys  é uma série de revistas em quadrinhos americana criada por Garth Ennis e Darick Robertson. Ennis foi o roteirista de todas as 72 edições publicadas entre 2006 e 2012, além de uma minissérie derivada em seis edições, Herogasm, publicada em 2009. Robertson ilustrou as edições da série principal, enquanto John McCrea ilustrou Herogasm. As primeiras edições da série foram publicadas pela  DC Comics, através de sua linha editorial WildStorm, e o restante a da série veio a ser publicado pela Dynamite Entertainment.
Em 2019, o quadrinho foi adaptado para uma série de TV, para o serviço de vídeo sob demanda Amazon Prime Video. Garth Ennis anunciou uma continuação para o quadrinho, The Boys: Dear Becky, para lançamento em abril de 2020.

## História
The Boys narra uma série de eventos ocorridos entre 2006 e 2008 num universo ficcional onde super-heróis existem, mas em sua grande parte tiveram seus valores morais corrompidos pela fama e celebridade que alcançaram, e não raro se comportam de forma irresponsável. Por isso um esquadrão de agentes da CIA, conhecidos informalmente como "The Boys", é responsável por monitorar as atividades da comunidade de seres super-poderosos. A história se foca em Hugh "Wee Hughie" Campbell, que após sua namorada ter sido morta durante um conflito entre heróis e vilões, passa a odiar os heróis. Hugh é convidado por Billy Butcher, líder dos The Boys a se juntar ao grupo e monitorar os heróis.  Ennis declarara antecipadamente que pretendia superar a quantidade de imoralidades, cenas violentas e perversões que havia incluído em sua série Preacher, e manteria esse nível por toda a duração de The Boys.

## Publicação
As primeiras edições foram publicadas pela Wildstorm, mas após seis edições, a DC Comics decidiria cancelar a série por estar incomodada com tom das histórias, crítico aos quadrinhos de super-heróis. O encerramento do contrato se deu de forma amigável, e, donos dos direitos sobre a revista e seus personagens, Robertson e Ennis passaram a buscar outra editora disposta a dar continuidade à publicação e em fevereiro e 2007 a Dynamite Entertainment anunciou que assumiria a série. Em 2009, também pela Dynamite, foi publicado o primeiro spin-off da série, a minissérie Herogasm, ilustrada por John McCrea e Keith Burns. A minissérie não envolvia o time diretamente, e era uma sátira dos típicos eventos crossover das histórias de super-heróis. Após a conclusão da série, Ennis declararia ao site americano Comic Book Resources que o encerramento do contrato com a Wildstorm lhe permitiu escrever a série com mais liberdade, sem frustrações. Em 2008, The Boys foi indicada ao Eisner Awards na categoria "Melhor Série" e em 2010, ao Scream Awards, na categoria "Best Comic Book or Graphic Novel".
Devido o sucesso da adaptação para série de tv, Garth Ennis, que foi produtor-executivo da obra, anunciou o retorno das histórias em quadrinhos, com o título The Boys: Dear Becky, que se passará 12 anos após os acontecimentos da série original. O lançamento está previsto para abril de 2020.

## Personagens
Artigo Principal: Lista de Personagens da série The Boys.

## Ordem de Leitura
| Revistas em Quadrinhos            | Numeração |
| --------------------------------- | --------- |
| The Boys                          | 01 ao 29  |
| Herogasm                          | 01 ao 06  |
| The Boys                          | 30 ao 47  |
| Highland Laddie                   | 01 ao 06  |
| The Boys                          | 48 ao 59  |
| Butcher, Baker, Candlestick Maker | 01 ao 06  |
| The Boys                          | 60 ao 72  |

## Mini-séries

### The Boys: "Herogasm"
- The Homelander diz ao público na TV sobre um inimigo alienígena que está no espaço e atacou os G-Men, na verdade foram massacrados por agentes da Red River. Então, os heróis partem com a premissa em lutar numa batalha no espaço, contra a suposta frota alienígena chamada "Marith´Rai", que está perto de Saturno. Ou seja, um grande crossover contado pela Victory Comics e vendido para o público se deleitar. Ao invés de realmente ir ao espaço, secretamente os "supers" voam para um resort em uma ilha financiada pela Vought-American para seu merecido bacanal anual, onde todos podem se entregar à devassidão carnal e imoral, onde a libertinagem total toma conta, com enorme quantidade de orgias sexuais a céu aberto ou nos quartos, regados a muito álcool e drogas ilegais. Inclusive, o vice-presidente dos EUA, "propriedade" da Vought-American, se junta às festividades e confraternizações. Enquanto isso, The Boys tomam conhecimento dos planos da corporação sobre a infiltração da Vought-American na Casa Branca, onde agentes Red Rivers foram colocados no Serviço Secreto para controlar o governo.
- Publicada pela Dynamite[16] em 6 edições em 2009 nos EUA. Roteiro de Garth Ennis; Arte de John MacCrea e Keith Burns; Capa de Darick Robertson.

### The Boys: "Highland Laddie"
- ou "Rapazinho das Montanhas"
- Hughie tira férias e retorna à casa de sua família na Escócia, para pensar sobre seu futuro, se deve ou não deixar sua vida no The Boys. Ali ele revê os pais e amigos. Annie January vai procurá-lo, ele se afastara dela após ver os vídeos de sexo oral com três membros de The Seven. Nesse meio tempo Hughie conversa com um pintor, que no final se revela como Mallory e lhe passa contato para passar mais informações sobre o passado do The Boys.
- Publicada pela Dynamite[17] em 6 edições em 2010 nos EUA. Roteiro de Garth Ennis; Arte de John MacCrea e Keith Burns; Capa de Darick Robertson.

### The Boys: "Butcher, Baker, Candlestick Maker"
- ou "Açougueiro, Padeiro, Castiçal"
- Billy Butcher retorna a Londres, para o velório de seu falecido pai e relembra sua trajetória. Desde seus problemas familiares como o pai violento que espancava a mãe. Depois, como fuzileiro quando direciona seu ódio em combate na Guerra das Malvinas. Após retornar da guerra, continuava se metendo em brigas, até conhecer e se apaixonar por Becky Saunders, uma assistente social. Ela o faz largar da bebida e das brigas, até arranja trabalho. Becky também ajuda a mãe e o irmão de Billy a deixarem o marido e pai agressor. Billy e Becky se casam, durante a lua de mel em Miami na Flórida eles veem The Seven aparecerem na praia. Repentinamente, Becky fica diferente. Alguns meses depois um feto explode da barriga de Becky. Nesse instante, Billy enfrenta e mata um feto que dispara feixes de raios dos olhos e voa; mesmo ligado ao cordão umbilical da mãe morta. Preso, Billy é interrogado por um representante da Vought-American para abafar o relato de Billy, sugerindo que ele pode ser acusado de assassinato, então Billy afunda seus polegares nos olhos dele e o cega. Mais tarde, Mallory lhe entrega o diário que Becky mantinha, ao lê-lo Billy descobre que fora The Homelander o responsável pelo estupro, gravidez e morte de Becky. Assim Mallory convence Billy a se juntar à força-tarefa da CIA que se tornará The Boys. Depois de se lembrar da morte do irmão diante do caixão, Billy presta a sua última homenagem, urinar no rosto do corpo do pai, enquanto agradece por ser um funeral de caixão aberto.
- Publicada pela Dynamite[18] em 6 edições em 2011 nos EUA. Roteiro de Garth Ennis; Arte e Capa de Darick Robertson.